# Daubeuf-la-Campagne
Daubeuf-la-Campagne est une commune française située dans le département de l'Eure en région Normandie.

## Géographie

### Description
Daubeuf-la-Campagne est une commune du Centre du département de l'Eure située au milieu du plateau du Neubourg, une région naturelle caractérisée par un paysage d'openfield dont les cultures sont consacrées au blé, à l'orge, au colza, au lin ou aux betteraves.
À vol d'oiseau, la commune est à 10 km au sud-ouest de Louviers, à 10,5 km au nord-est du Neubourg, à 20,5 km au nord-ouest d'Évreux et à 27,5 km au sud de Rouen.

### Communes limitrophes
| Mandeville                      | Vraiville           | Surtauville |
| Criquebeuf-la-Campagne Ecquetot | Daubeuf-la-Campagne | Surtauville |
| Ecquetot                        | Venon               | Venon       |

### Hydrographie
La commune est située dans le bassin Seine-Normandie. Elle n'est drainée par aucun cours d'eau,.

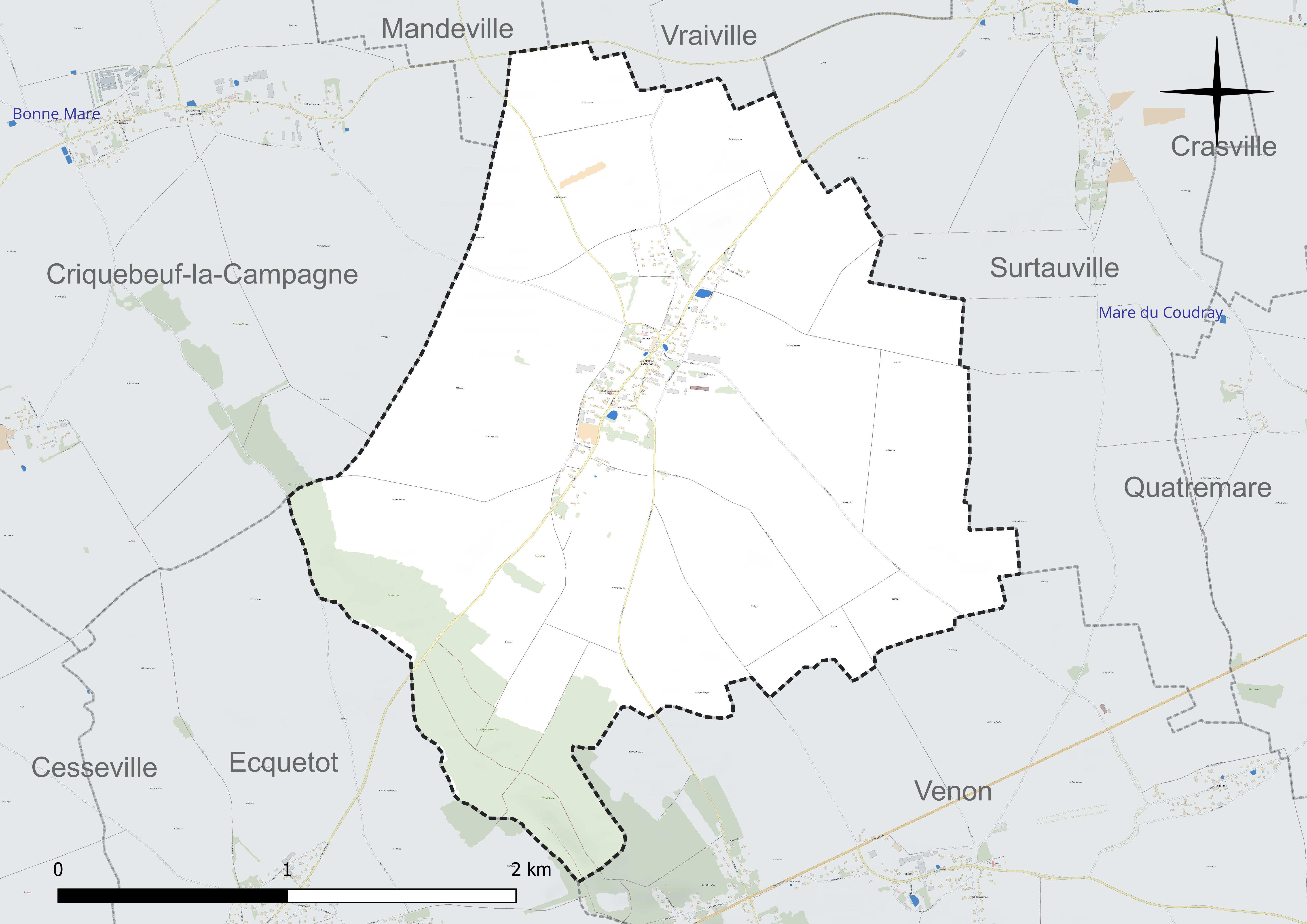
Réseau hydrographique de Daubeuf-la-Campagne.

### Climat
Pour des articles plus généraux, voir Climat de la Normandie et Climat de l'Eure.
En 2010, le climat de la commune est de type climat océanique dégradé des plaines du Centre et du Nord, selon une étude du CNRS s'appuyant sur une série de données couvrant la période 1971-2000. En 2020, Météo-France publie une typologie des climats de la France métropolitaine dans laquelle la commune est exposée à un climat océanique et est dans la région climatique  Côtes de la Manche orientale, caractérisée par un faible ensoleillement (1 550 h/an) ; forte humidité de l’air (plus de 20 h/jour avec humidité relative > 80 % en hiver), vents forts fréquents. Parallèlement le GIEC normand, un groupe régional d’experts sur le climat, différencie quant à lui, dans une étude de 2020, trois grands types de climats pour la région Normandie, nuancés à une échelle plus fine par les facteurs géographiques locaux. La commune est, selon ce zonage, exposée à un « climat des plateaux abrités », correspondant aux plaines agricoles de l’Eure, avec une pluviométrie beaucoup plus faible que dans la plaine de Caen en raison du double effet d’abri provoqué par les collines du Bocage normand et par celles qui s’étendent sur un axe du Pays d'Auge au Perche.
Pour la période 1971-2000, la température annuelle moyenne est de 10,3 °C, avec  une amplitude thermique annuelle de 13,6 °C. Le cumul annuel moyen de précipitations est de 737 mm, avec 11,9 jours de précipitations en janvier et 8,3 jours en juillet. Pour la période 1991-2020, la température moyenne annuelle observée sur la station météorologique la plus proche, située sur la commune de Louviers à 10 km à vol d'oiseau, est de 11,8 °C et le cumul annuel moyen de précipitations est de 719,5 mm,. Pour l'avenir, les paramètres climatiques de la commune estimés pour 2050 selon différents scénarios d’émission de gaz à effet de serre sont consultables sur un site dédié publié par Météo-France en novembre 2022.

## Urbanisme

### Typologie
Au 1er janvier 2024, Daubeuf-la-Campagne est catégorisée commune rurale à habitat dispersé, selon la nouvelle grille communale de densité à 7 niveaux définie par l'Insee en 2022.
Elle est située hors unité urbaine. Par ailleurs la commune fait partie de l'aire d'attraction de Louviers, dont elle est une commune de la couronne,. Cette aire, qui regroupe 44 communes, est catégorisée dans les aires de 50 000 à moins de 200 000 habitants,.

### Occupation des sols
L'occupation des sols de la commune, telle qu'elle ressort de la base de données européenne d’occupation biophysique des sols Corine Land Cover (CLC), est marquée par l'importance des territoires agricoles (83,6 % en 2018), une proportion sensiblement équivalente à celle de 1990 (83,8 %). La répartition détaillée en 2018 est la suivante : 
terres arables (83,6 %), forêts (11,4 %), zones urbanisées (5 %). L'évolution de l’occupation des sols de la commune et de ses infrastructures peut être observée sur les différentes représentations cartographiques du territoire : la carte de Cassini (XVIIIe siècle), la carte d'état-major (1820-1866) et les cartes ou photos aériennes de l'IGN pour la période actuelle (1950 à aujourd'hui).

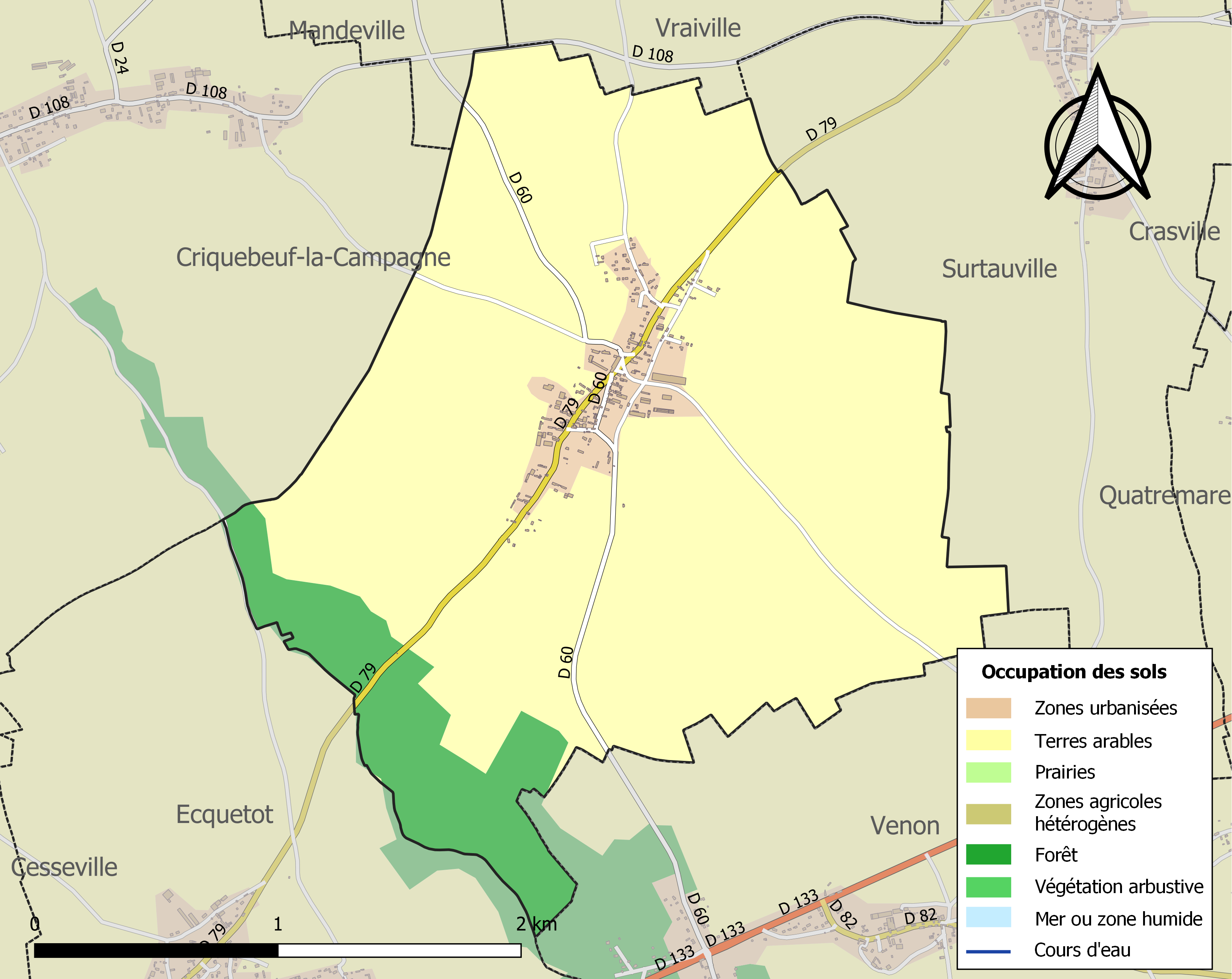
Carte des infrastructures et de l'occupation des sols de la commune en 2018 (CLC).

### Habitat et logement
En 2019, le nombre total de logements dans la commune était de 105, alors qu'il était de 103 en 2014 et de 93 en 2009.
Parmi ces logements, 83,8 % étaient des résidences principales, 4,8 % des résidences secondaires et 11,4 % des logements vacants. Ces logements étaient pour 100 % d'entre eux des maisons individuelles et pour 0 % des appartements.
Le tableau ci-dessous présente la typologie des logements à Daubeuf-la-Campagne en 2019 en comparaison avec celle de l'Eure et de la France entière. Une caractéristique marquante du parc de logements est ainsi une proportion de résidences secondaires et logements occasionnels (4,8 %) inférieure à celle du département (6,3 %) mais supérieure à celle de la France entière (9,7 %). Concernant le statut d'occupation de ces logements, 81,6 % des habitants de la commune sont propriétaires de leur logement (82 % en 2014), contre 65,3 % pour l'Eure et 57,5 pour la France entière.
| Typologie                                               | Daubeuf-la-Campagne | Eure | France entière |
| ------------------------------------------------------- | ------------------- | ---- | -------------- |
| Résidences principales (en %)                           | 83,8                | 85,3 | 82,1           |
| Résidences secondaires et logements occasionnels (en %) | 4,8                 | 6,3  | 9,7            |
| Logements vacants (en %)                                | 11,4                | 8,4  | 8,2            |

## Toponymie
Le nom de la localité est attesté sous les formes Dalbued en 1011 ; Dalbuoth, Dalbuth vers 1027 ; Dalbodum vers 1062 ; Dalbodium vers 1195 ; Dalboe en 1204 ; Dauboe en 1206 ; Daubeuf-en-Campagne en 1469.
Il s'agit d'un type toponymique scandinave formé avec les appellatifs dalr « vallée, pli de terrain » et both « village ».
En réalité, both, comprendre vieux norrois de l'est ou vieux danois bóð, signifie « cabane, habitation » et a pu prendre en Normandie le sens de « village » semblable à celui de byr / by, d'où le parallèle établi par François de Beaurepaire entre les toponymes normands en -beuf, -bot, -bœuf (Daubeuf, Elbeuf, Cri[c]quebeuf) et britanniques en -by (Dalby, Welby, Kirkby).
Le déterminant complémentaire Campagne apparaît dès le XVe siècle pour faire la distinction d'avec les autres Daubeuf. Autre homonymie : Dalbúð (Islande), formé sur le vieux norrois de l'est / vieil islandais búð « cabane, habitation ». Dalbúð est rigoureusement semblable à la forme Dalbuth relevée vers 1027.

## Politique et administration

### Rattachements administratifs et électoraux

#### Rattachements administratifs
La commune se trouve depuis 1926 dans l'arrondissement d'Évreux du département de l'Eure.
Elle faisait partie depuis 1801 du canton du Neubourg. Dans le cadre du redécoupage cantonal de 2014 en France, cette circonscription administrative territoriale a disparu, et le canton n'est plus qu'une circonscription électorale.

#### Rattachements électoraux
Pour les élections départementales, la commune est membre depuis 2014 d'un nouveau canton du Neubourg
Pour l'élection des députés, elle fait partie de la deuxième circonscription de l'Eure.

### Intercommunalité
Daubeuf-en-Campagne est membre de la communauté de communes du Pays du Neubourg, un établissement public de coopération intercommunale (EPCI) à fiscalité propre créé en 2000 et auquel la commune a transféré un certain nombre de ses compétences, dans les conditions déterminées par le code général des collectivités territoriales.

### Liste des maires
| Période                                  | Période                       | Identité               | Étiquette | Qualité                                                                                  |
| ---------------------------------------- | ----------------------------- | ---------------------- | --------- | ---------------------------------------------------------------------------------------- |
| Les données manquantes sont à compléter. |                               |                        |           |                                                                                          |
| 1870                                     | 1871                          | François Eugène Picard |           | [ 20 ]                                                                                   |
| Les données manquantes sont à compléter. |                               |                        |           |                                                                                          |
| 1888                                     | 1900                          | François Eugène Picard |           | conseiller général                                                                       |
| Les données manquantes sont à compléter. |                               |                        |           |                                                                                          |
| avant 1981                               |                               | Pierre Dupont          | DVG       |                                                                                          |
| Les données manquantes sont à compléter. |                               |                        |           |                                                                                          |
| mars 2001                                | mars 2008                     | Hubert Leheu           |           | Agriculteur                                                                              |
| mars 2008                                | En cours (au 14 octobre 2022) | Laurance Bussière      | SE        | Présidente de l'association des maires ruraux de l'Eure Réélue pour le mandat 2020-2026, |

### Instances de démocratie participative
La commune dispose d'un conseil municipal des enfants,.

## Équipements et services publics
En 2020 est installée devant la mairie, à la place de l’ancien abribus un distributeur automatique de pain, alimenté quotidiennement par un boulenger du Neubourg.

## Démographie
L'évolution du nombre d'habitants est connue à travers les recensements de la population effectués dans la commune depuis 1793. Pour les communes de moins de 10 000 habitants, une enquête de recensement portant sur toute la population est réalisée tous les cinq ans, les populations de référence des années intermédiaires étant quant à elles estimées par interpolation ou extrapolation. Pour la commune, le premier recensement exhaustif entrant dans le cadre du nouveau dispositif a été réalisé en 2006.

En 2022, la commune comptait 245 habitants, en évolution de +5,6 % par rapport à 2016 (Eure : −0,25 %, France hors Mayotte : +2,11 %).
| 1793 | 1800 | 1806 | 1821 | 1831 | 1836 | 1841 | 1846 | 1851 |
| ---- | ---- | ---- | ---- | ---- | ---- | ---- | ---- | ---- |
| 425  | 408  | 450  | 452  | 392  | 432  | 427  | 398  | 401  |

| 1856 | 1861 | 1866 | 1872 | 1876 | 1881 | 1886 | 1891 | 1896 |
| ---- | ---- | ---- | ---- | ---- | ---- | ---- | ---- | ---- |
| 363  | 359  | 353  | 345  | 345  | 308  | 276  | 272  | 245  |

| 1901 | 1906 | 1911 | 1921 | 1926 | 1931 | 1936 | 1946 | 1954 |
| ---- | ---- | ---- | ---- | ---- | ---- | ---- | ---- | ---- |
| 253  | 234  | 215  | 180  | 171  | 185  | 187  | 199  | 212  |

| 1962 | 1968 | 1975 | 1982 | 1990 | 1999 | 2006 | 2011 | 2016 |
| ---- | ---- | ---- | ---- | ---- | ---- | ---- | ---- | ---- |
| 201  | 225  | 212  | 213  | 180  | 199  | 202  | 232  | 232  |

| 2021 | 2022 | - | - | - | - | - | - | - |
| ---- | ---- | - | - | - | - | - | - | - |
| 242  | 245  | - | - | - | - | - | - | - |

## Culture locale et patrimoine

### Lieux et monuments
La commune de Daubeuf-la-Campagne compte un édifice inscrit au titre des monuments historiques :
- la  grange dîmière de Daubeuf-la-Campagne des XIIIe et XVIIIe siècles  Inscrit MH (1948)[30], elle servait sous l’Ancien Régime à stocker l’impôt religieux sur les récoltes agricoles, la dîme, au bénéfice de l'abbaye Saint-Ouen de Rouen. Elle a été vendue pendant la Révolution française comme bien national et appartient désormais à un de groupement foncier agricole, le GFA de la dîme. En mauvais état, sa charpente et sa toiture sont restaurées en 2021/2022[31].

On peut également signaler :
- l'église Notre-Dame. Cette église était autrefois placée sous le patronage de l’abbé de Saint-Ouen de Rouen.
En mauvais état, l'église est fermée au public et au culte[32],[23]

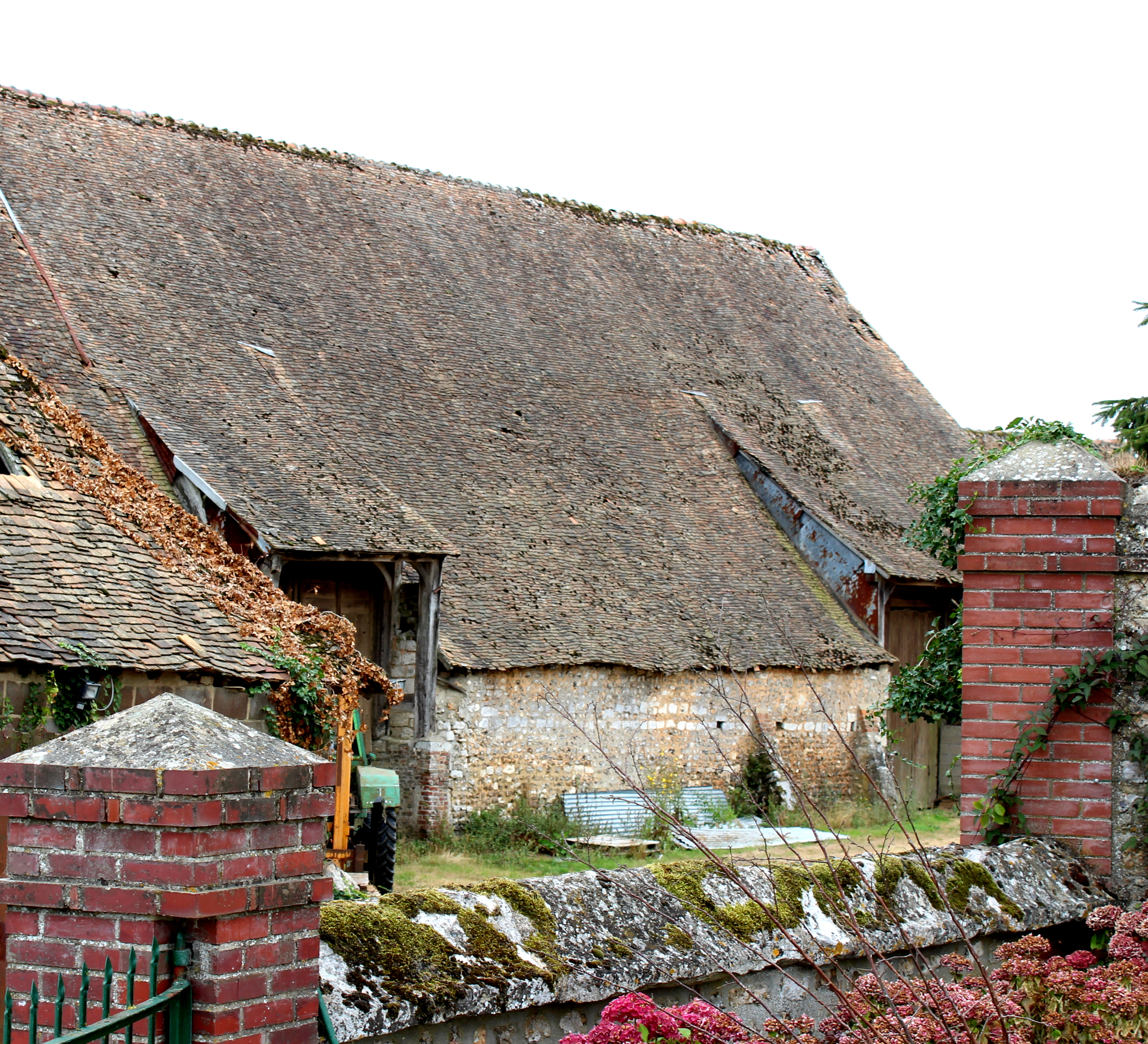
La grange dimière.
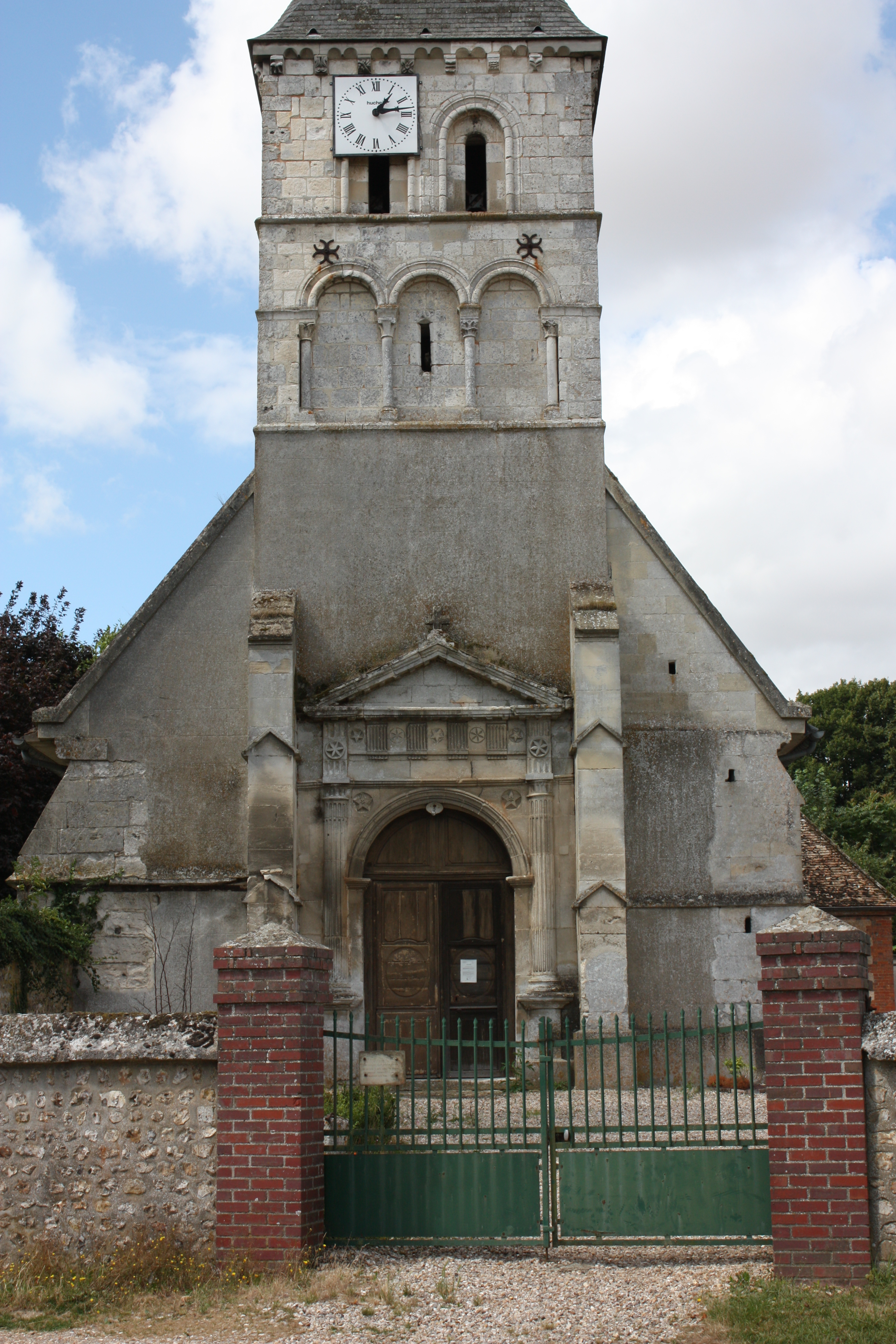
L'église Notre-Dame.